# Cosmophasis cypria
Cosmophasis cypria är en spindelart som först beskrevs av Tord Tamerlan Teodor Thorell 1890.  Cosmophasis cypria ingår i släktet Cosmophasis och familjen hoppspindlar. Inga underarter finns listade i Catalogue of Life.